# Miloš Hrazdíra
Miloš Hrazdíra (23. listopadu 1945 Žďárná – 25. ledna 1990 Brno) byl československý reprezentant v silniční cyklistice.
Odchovanec Favoritu Brno, 16 let jezdec Dukly Brno.

## Závodní kariéra, úspěchy, život
Na kole začal jezdit od 14 let. První úspěchy měl v cyklokrosu, po vyléčení zraněné nohy pokračoval v Dukle Brno u trenéra Františka Jursy. Dosáhl výborných výsledků v mnoha etapových i jednorázových závodech: mj. zvítězil třikrát v závodě Okolo Slovenska (v letech 1967, 1968, 1974), dvakrát v závodě Bohemia (1969 a 1972) a jednou i v závodě Okolo Irska; na Tour de l'Avenir skončil v roce 1967 šestý a v roce 1976 druhý. Účastnil se také několika Závodů míru (mj. v roce 1974 3. a 1976 6. v klasifikaci jednotlivců, v klasifikaci družstev druhé a dvakrát třetí místo). Byl celkem osminásobným mistrem republiky, v roce 1982 se stal jako první v historii mistrem republiky na silnici ve všech třech disciplínách – v závodě jednotlivců, v časovce jednotlivců i v závodě družstev (s Jiřím Boháčem, Michalem Klasou a Miroslavem Sýkorou - tým Dukla Brno II). Celkem vyhrál přes 40 významných závodů.
V roce 1977 měl těžký pád na brněnském velodromu, při kterém utrpěl zlomeninu spánkové kosti a další zranění, jeho sportovní dráhu to však neukončilo.
Pro jeho závodní kariéru byly charakteristické mimořádné tréninkové dávky (za dvacet sezón najel asi 480 tisíc kilometrů, zarputilost - a také časté konflikty s funkcionáři, trenéry, rozhodčími nebo novináři; mj. byl trestán i zastavením závodní činnosti a vyloučením z reprezentace. "Všem od plic říkal, co si myslí. ... V těch bitvách říkal věci, které se obyčejně neříkají. Do malérů proto lezl až příliš často."
Jeho život předčasně ve věku 44 let ukončil několikátý z řady infarktů. Pohřben je v Troubsku (Brno-venkov).
Byl ženatý (manželka Eva *1949), otcem dvou synů, kteří byli také závodníky v cyklistice, a dcery Evy (*1969), provdané Křížové. Starší syn Milan (*1973) se pod jeho vedením stal členem juniorské Dukly Brno. Mladší Michal (*1977) slavil v cyklistice také značné úspěchy, startoval na olympiádě v roce 2004.

## Ocenění
Jeho jméno nese od roku 2001 ulice Hrazdírova v Brně-Bosonohách, kde v domě, který si s pomocí bratra a otce postavil, žil.
V roce 2016 se stal in memoriam nositelem Ceny Jihomoravského kraje za přínos v oblasti sportu.